# Брикне
Брикне (фр. Briquenay) насеље је и општина у североисточној Француској у региону Шампањ-Арден, у департману Ардени која припада префектури Вузје.
По подацима из 2011. године у општини је живело 124 становника, а густина насељености је износила 8,55 становника/km². Општина се простире на површини од 14,5 km². Налази се на средњој надморској висини од 170 метара.

## Демографија
| 1962. | 1968. | 1975. | 1982. | 1990. | 1999. | 2011. |
| ----- | ----- | ----- | ----- | ----- | ----- | ----- |
| 126   | 130   | 103   | 94    | 98    | 113   | 124   |

График промене броја становника у току последњих година